# Венко Кънев
Венко Кънев е български испанист и латиноамериканист, професор, доктор на филологическите науки.

## Биография
Роден е на 21 юли 1942 г. Преподавател е в Катедрата по испанистика и португалистика на Факултета по класически и нови филологии в Софийския университет. След това преподава Испаноамериканска литература в Сорбоната в Париж, Франция. Получава признание като почетен професор по Литература и цивилизация на Латинска Америка в Университета на Руан, Нормандия. Ръководи българското издание на „Монд дипломатик“. Член е на ръководството на Изследователския център на културните полета на Латинска Америка към Сорбоната и активно участва в дейността на Центъра за Интердисциплинарни изследвания на културните области към Университета на Руан.
Автор е на стотици книги, студии, статии, участия в конгреси, ръководства и рецензии на научни трудове, преводи и други значими проекти.
Умира от Коронавирусна болест 2019 на 17 април 2020 г. в Париж, Франция.